# North Santiam River
Der North Santiam River ist ein Nebenfluss des Santiam River mit einer Länge von 145 Kilometer in West-Oregon, der in der Kaskadenkette entspringt. In der Nähe von Detroit (Oregon) wird er durch den Detroit-Damm gestaut, wodurch der Detroit Lake entstand.